# Ghanaische Männer-Handballnationalmannschaft
Die ghanaische Männer-Handballnationalmannschaft vertritt Ghana bei Länderspielen und internationalen Turnieren im Männer-Handball. Die Mannschaft trägt den inoffiziellen Namen „The Blacks Hands“, die meisten Spieler sind für im öffentlichen Sektor bei Feuerwehr, Polizei oder in Gefängnissen beschäftigt.
International bekanntester Spieler des Teams ist Erasmus Akrong, der einzige Ghanaer, der bislang als Handball-Profi tätig war. Er spielte in Deutschland für die Mannschaft von Bayern München.
In 2008 gewann die ghanaische Mannschaft das 6. West African Veterans Handball-Turnier in Togo, an dem allerdings nur vier Länder teilnahmen. Das nächste Turnier fand daher im April 2009 in Ghana statt.

## Erfolge
- 3. Platz Panafrikanische Spiele 1999